# Konstjantin Vasilj Ostrockij
Konstjantin Vasilj Ostrockij (ukr. Костянтин Василь Острозький, lat. Konstantinas Vasilijus Ostrogiškis); (Bjelorusija, Turov, 2. veljače 1526. - Ukrajina, Ostroh, 13. veljače 1608.); je ukrajinski plemić i veleposjednik, istaknuti diplomat i politički starješina grada Volodimir-Volinjska i Kijevski vojvoda, posebno utjecajan u sklopu političke elite Poljsko-Litavske Unije na prijelazu sa 16. na 17. stoljeće. Njegov otac Konstjantin Ivanovič Ostrockij također je bio vrlo utjecajan plemić. 

## Kulturno-politički značaj
Ostrockij spada među ukrajinske plemiće koji su se oštro protivili stvaranju Brestske crkvene unije te se zalagao za snažnu reformaciju Ukrajinske pravoslavne crkve. Godine 1576. osnovao je Ostrošku akademiju odnosno prvo moderno sveučilište u cijeloj istočnoj Europi. Godine 1581. potpomogao je i napisao Ostrošku Bibliju odnosno prvu bibliju u cijelosti napisanu na staroslavenskom jeziku.

## Vanjske poveznice
- Biografija: Ostrozky, Kostiantyn Vasyl (eng.)
- Službene stranice Ostroške Akademije  Arhivirana inačica izvorne stranice od 4. srpnja 2010. (Wayback Machine)
- Kulturno-politički doprinos K. V. Ostrockog (ukr.)[neaktivna poveznica]